# Djambi
Djambi (L'échiquier de Machiavel) est un jeu de société basé sur la négociation. Initialement prévu pour 4 joueurs, il est possible d'y jouer à 3. Des adaptations non officielles pour 5 et 6 joueurs ont été proposées.
Chaque joueur incarne un parti politique, dont le but est d'asseoir son pouvoir en éliminant les autres partis.
Les pièces représentent des armes classiques du combat politique : la manipulation, la provocation, la récupération, le scandale, l’activisme et le crime politique. 

En politique les morts sont souvent aussi encombrants que les vivants ; aussi toute pièce tuée reste sur le terrain elle est simplement retournée. Chacun peut alors se l’approprier. Elles ont toutes l’envers de la même couleur.

## Plateau et marche du jeu
Le Djambi de base (à quatre joueurs) se joue sur un plateau carré neuf par neuf. Chacun des joueurs contrôle un camp (dans l'ordre de jeu : rouge, bleu, jaune, vert), tous les camps disposent des mêmes ressources initiales : neuf pièces disposées en carré trois par trois dans l'un des quatre coins du plateau. Les neuf pièces de six types différents, cinq uniques et quatre du type "militant".

### Disposition initiale
Dans le coin même est placé le "chef", avec d'un coté "l'assassin" et de l'autre le "reporter", et suivant la diagonale le "diplomate" puis le "nécromobile". Les quatre militants complètent le carré. La disposition initiale est symétrique : chaque assassin se trouve en face d'un assassin du camp ennemi voisin (rouge face au bleu, vert face au jaune), idem chaque reporter (rouge face au vert, bleu face au jaune).

### Marche du jeu
Les joueurs jouent un coup à tour de rôle. Certaines conditions de jeu leur donnent des tours supplémentaires (voir plus bas), mais ils ne peuvent pas passer. Un coup consiste en un unique déplacement d'une pièce qu'ils contrôlent, avec les effets de ce déplacement. Parallèlement, et sans ordre particulier, les joueurs tentent de se convaincre mutuellement de jouer tel ou tel coup.
Toutes les pièces sont déplacées comme les dames aux échecs, les militants ayant un rayon d'action limité à deux cases et les autres pièces sans limite de distance. Les déplacements nécessitent des diagonales ou colonnes ouvertes, aucune pièce ne peut en sauter une autre, même morte. Certaines pièces peuvent se placer dans la case d'une autre pour agir dessus, mais à la fin du tour il n'y a jamais plus d'une pièce (vivante ou morte) sur chaque case.

### But du jeu, conditions de victoire ou défaite
La morale du jeu considère que la course au pouvoir est un jeu dangereux où il n'y a qu'un seul vainqueur : le gagnant est le dernier joueur restant en lice. Il s'agit donc que tous les autres joueurs perdent.
Un joueur perd lorsque sa pièce chef de parti est mis hors de combat, ce qui se produit de plusieurs façons :
- La mort directe  : Assassinat du chef par une pièce ennemie. Dans ce cas, les pièces restantes passent sous le contrôle du parti qui vient de tuer le chef, et sont traités comme tels à tout point de vue.

- La mort par encerclement . Un chef privé de mobilité est un chef mort, car en politique, la vie n'est qu'action. L'encerclement est réalisé par les morts et les côtés du plateau de jeu. La mort est immédiate, sans possibilité aucune d'action du joueur concerné. Ses pièces deviennent des zombies, et obéiront aveuglement au chef installé au pouvoir, qui les considèrera comme ses propres pièces. La soumission ne dure que lorsque le chef est au pouvoir, elle s'arrête à l'instant même où il le quitte, et le cas échéant passe au nouveau chef qui le remplacerait au pouvoir.

Un match nul, sans vainqueur, est possible ; par exemple si un mur de morts sépare les deux derniers joueurs alors qu'ils n'ont plus de nécromobile.

## La case centrale: un tremplin, pas un abri
Elle représente le siège du pouvoir légal, tremplin traditionnel vers le pouvoir absolu, et confère un avantage certain, mais en prendre le contrôle n'est pas le but du jeu qui marquerait la victoire. Elle n'est qu'une étape facultative vers la victoire.
Outre le contrôle des zombies mentionnés plus hauts (les pièces restantes d'un joueur éliminé par encerclement de son chef), cette case confère des tours de jeu supplémentaires au joueur qui y place son chef de parti : il peut rejouer après chaque intervention des partis adverses, en plus de son coup normal. 

Si la case centrale est vacante, n’importe quelle pièce peut traverser ses allées en cours de son déplacement, sans s'y arrêter toutefois. Seul un chef de parti peut l’occuper en permanence. Il y bénéficie d’une immunité partielle : les militants des autres partis ne peuvent l'attaquer ; mais il reste vulnérable aux coups normaux des autres pièces des partis adverses, qui peuvent le tuer ou le déloger : l'assassin, le reporter, le provocateur. Ces pièces peuvent agir même si cela implique pour elles de se placer sur la case, auquel cas elles disposent d’un coup consécutif pour le quitter.

## La prise des pièces
N’importe quelle pièce est prenable – elle est alors retournée et replacée sur le terrain.
La plupart des pièces (le chef, l’assassin, le reporter et les militants) sont capables de tuer, mais chacune à sa façon. Les deux autres ne tuent pas, elles ne font que déplacer respectivement les vivants (le provocateur/diplomate) et les morts (le nécromobile).

### Celles qui ne tuent pas: les déplaceurs

#### Le provocateur / diplomate
C’est un manipulateur, un déplaceur de vivants. Il peut agir sur n’importe quelle pièce ennemie en se mettant à sa place ; elle ne peut pas déplacer les pièces de son camp, ni les mortes. La pièce délogée par le provocateur est replacée sur n’importe quelle case vide, là où le commande l’intérêt du parti, et cela n'active pas son pouvoir (dans le cas du reporter). Typiquement, elle sera placée là où elle sera une menace contre un troisième parti, créant de la dissension entre ce troisième parti et celui de la pièce déplacée et les incitant à s'attaquer l'un l'autre.
L'usage général veut que, lorsqu'un joueur a pris le contrôle des pièces d'un autre parti (à la suite d'une mort par encerclement ou une mort directe), et contrôle donc deux couleurs (ou plus), il ne peut pas utiliser un provocateur d'une couleur pour déplacer les pièces d'une autre couleur qu'il contrôle. Cette règle n'est cependant pas explicite et se trouve parfois discutée.
Comme elle agit sur les pièces vivantes, sa force décroit au fur et à mesure que le jeu avance : elle a de moins en moins de cibles.

#### Le nécromobile
C’est un conteur qui refait l'histoire en déplaçant les morts. Il utilise n’importe quel cadavre gisant sur le terrain en prenant sa place, et en la replaçant où lui dicte l'intérêt du parti. On s’en sert pour dégager ou protéger une pièce amie, bloquer une pièce adverse, ou tuer par encerclement. C’est une pièce dont la valeur est croissante avec le nombre de morts sur le terrain, donc faible au début et forte en fin de partie quand le plateau de jeu est encombré de morts qui gênent les déplacements mais sont autant de munitions pour lui. On voudrait lui éviter tout risque inutile, mais il est malheureusement en première ligne en début de partie.

### Celles qui tuent

#### Les militants
Ils sont la seule pièce dont les partis disposent de plusieurs (quatre) exemplaires au départ. Ces pions avancent à pas comptés (deux cases seulement). Ces activistes obscurs, courageux et dévoués à la cause peuvent tuer n’importe quelle pièce sur le terrain, y compris un chef, mais n’ont absolument pas prise sur un chef établi dans la case centrale.
Leur marche limitée, leur pouvoir faible, et leur position en première ligne en début de partie font que les partis les sacrifient plus volontiers, comme appât ou comme bouclier humain pour protéger, si nécessaire, les autres pièces et notamment le chef. Même morts, ces éternels sacrifiés sont les plus nombreux martyrs de la cause que le nécromobile du parti utilisera.

#### L’assassin
Comme son nom l’indique, l'assassin tue, en se plaçant sur sa cible. Mais il ne peut pas maquiller son crime en replaçant le cadavre où bon lui semble sur le terrain : le cadavre de sa victime prend sa place de départ. Il est donc important de bien choisir, non seulement sa cible, mais également sa case de départ, afin que le cadavre soit à une place avantageuse au lieu de créer des embarras.

#### Le chef
Tue s’il le faut, mais son ambition est autre et sa perte irrémédiable : c’est la seule pièce qui peut installer son équipe au pouvoir. Pour cela, il doit d’abord se placer sur une colonne ou une diagonale ouverte donnant sur la case centrale. Pour se défendre, le chef au pouvoir peut alors le tuer de ses propres mains ou faire exécuter cette tâche par son parti. En abandonnant la case centrale pour une expédition punitive, le chef perd du même coup tous les privilèges qui y sont attachés. Il risque, en plus de s’attirer les mauvaises grâces du (des) parti(s) qu'il vient de décapiter.

#### Le reporter
En faisant éclater les scandales, il « éclabousse » sa victime et la tue (politiquement) en se plaçant non pas dans la case de sa cible, mais à côté, sur l’une des quatre cases qui ont un côté commun. Une pièce tuée reste dans la case où elle est a été éclaboussée, sous forme d'un cadavre (qui pourra ensuite être la proie d'un nécromobile). Selon les variantes (à convenir en début de partie), la mort par scandale peut concerner une cible unique ou plusieurs, et être obligatoire (le scandale tuant également les autres pièces du même joueur) ou facultative au choix du joueur.
Le déplacement d'un reporter par un provocateur (adverse) ne tue pas. Le reporter n’agit donc qu’à l’issue de déplacements orchestrés de longue main par son propre parti.

## Comment prendre le pouvoir
Tant que le pouvoir central est vacant, les joueurs interviennent chacun à leur tour en déplaçant une pièce de leur parti. Dès qu’un chef s’installe au pouvoir, son parti rejoue après chaque autre joueur. S'il ne reste que deux partis en présence, un joueur installé au pouvoir jouera donc deux fois. Dès qu’il y renonce – ce qui peut être une manœuvre très profitable dans certains cas –, il reprend son tour dans l’ordre ordinaire du jeu : rouge, bleu, jaune et vert. En début de partie, la course au pouvoir n’est pas toujours aussi payante qu’on peut le croire, l’opposition unissant les adversaires comme la faim les loups.
Au cours de la partie, et à chaque développement nouveau, des alliances se nouent ou se dénouent publiquement ou secrètement, au gré des joueurs et à tout instant. Les joueurs font des offres mirifiques, des serments solennels, se répandent en menaces, exercent des pressions en présence de leurs adversaires ou en particulier.
Aucune règle ne limite ces manœuvres publiques ou occultes. L’intimidation, l’intoxication, la trahison ne sont pas ici plus qu’ailleurs, proscrites...
Il est recommandé d’éviter des attaques ad hominem lors des appréciations qui ne manqueront pas de s’imposer face à des entreprises conduites hors des chemins de la « vertu ».
Voilà, la pièce est montée, le rideau peut se lever, les quatre partis campent sur leurs positions aux quatre coins de ce huis clos glacial.

## Variantes
Dans l'opuscule Djambi, l'échiquier de Machiavel, L'Impensé Radical, Paris, 1976, Didier Hallépée propose deux variantes de ce jeu sur des tabliers à cases hexagonales. Le petit tablier permet de jouer à 3, le grand tablier permet de jouer à 6 joueurs. Les pièces sont identiques à celles du Djambi traditionnel et les mouvements comparables.
Le jeu à trois sur ce type de tablier est plus équilibré que le jeu à trois sur le tablier carré, où l'un des joueurs a deux voisins tandis que les deux autres joueurs n'ont qu'un voisin.
Le jeu à six est très riche en combinaisons d'alliances et trahisons et eut beaucoup de succès parmi les aficionados.
Ceux qui ont eu la chance d'avoir ce livret entre les mains ont pu en apprécier la truculence : en effet, la marche des pièces et les conseils stratégiques étaient illustrés d'exemples tout à fait machiavéliques tirés de la politique française. MM. Chirac, Mitterrand, Marchais et Pasqua y tenaient les rôles principaux.
Il a également été conçu par quelques amateurs une version à cinq joueurs sur un tablier pentagonal.
Il existe une version du jeu publiée par Roger Bartra et ses collaborateurs, nommée "Yang Pî: Le jeu du pouvoir". Il a été publié au Mexique en 1979.

Djambi pour 3 joueurs
Djambi original
Djambi pour 5 joueurs
Djambi pour 6 joueurs